# Хэддон, Таллула
Таллула Хэддон (англ. Tallulah Rose Haddon; род. 9 сентября 1997, Лондон) — британская актриса и модель.

## Биография
Популярность к актрисе пришла после съёмок в сериале «Живые и мёртвые», где её партнёрами по съёмочной площадке стали Шарлотта Спенсер, Колин Морган, Малькольм Сторри. В 2017 году на экраны вышел первый сезон историко-драматического сериала «Табу», в котором Талула сыграла одну из ролей второго плана. В 2018 году сыграла одну из ролей в фильме «Чёрное зеркало: Брандашмыг», в 2018 году сыграла историко-приключенческий сериале канала National Geographic — «Поселенцы».
В 2021 году снялась в фильме «Последняя дуэль».